# La Flor de Bascán
La Flor de Bascán är en ort i Mexiko.   Den ligger i kommunen Salto de Agua och delstaten Chiapas, i den sydöstra delen av landet, 800 km öster om huvudstaden Mexico City. La Flor de Bascán ligger 68 meter över havet och antalet invånare är 140.
Terrängen runt La Flor de Bascán är varierad. Runt La Flor de Bascán är det ganska glesbefolkat, med 38 invånare per kvadratkilometer. Närmaste större samhälle är Tioquipa el Bascán, 0,94 km norr om La Flor de Bascán. Trakten runt La Flor de Bascán består till största delen av jordbruksmark.